# Балада про горищника
«Балада про горищника» (рос. Баллада о чердачнике) — радянський короткометражний художній фільм 1966 року, знятий режисерами Віктором Гресєм і Віталієм Кольцовим.

## Сюжет
За оповіданням чеського письменника Карела Міхала. Історія про те, як цікавий домовик, який жив на горищі, дізнався, хто такі люди і дуже скоро в них розчарувався, зіткнувшись із зрадою та обманом.

## У ролях
- Володимир Кашпур — Горищник
- Віктор Семенов — поліцейський
- Савелій Крамаров — Бертран Кепка
- Зиновій Гердт — закадровий текст

## Знімальна група
- Режисери — Віктор Гресь, Віталій Кольцов
- Оператор — Віктор Пищальников
- Художники — Микола Ємельянов, Сергій Петерсон